# Cladura monacantha fimbriata
Cladura monacantha fimbriata is een ondersoort van de tweevleugelige Cladura monacantha uit de familie steltmuggen (Limoniidae). De soort komt voor in het Palearctisch gebied.